# Acinaces collaris
Acinaces collaris es una especie de coleóptero de la familia Endomychidae.

## Distribución geográfica
Habita en Uruguay.